# Southeast Financial Center
Southeast Financial Center é um arranha-céu de 55 andares e 233 m (764 ft) de altura, localizado em Miami, Flórida. Anteriormente, era Southeast Financial Center (1984-1992), First Union Financial Center (1992-2003) e Wachovia Financial Center (2003-2011). Em 2011, retomou seu antigo nome Southeast Financial Center quando Wachovia se tornou Wells Fargo e mudou-se para a sua nova sede, o próximo edifício do Wells Fargo Center.
Quando completado em agosto de 1983, era o prédio mais alto ao sul da cidade de Nova York e à leste do rio Mississippi, tirando o mesmo título do Westin Peachtree Plaza Hotel, em Atlanta, Geórgia. Permaneceu o prédio mais alto do sudeste dos Estados Unidos até 1987, quando foi superado pelo One Atlantic Center em Atlanta e o mais alto da Flórida até 1 de outubro de 2003, quando foi superado pelo Four Seasons Hotel Miami, também em Miami. Continua a ser a torre de escritórios mais alta da Flórida e o segundo edifício mais alto de Miami.